# Monochamus kivuensis
Monochamus kivuensis là một loài bọ cánh cứng trong họ Cerambycidae.